# كلارنس أبوت
كلارنس أبوت (بالإنجليزية: Clarence Abbott)‏ هو لاعب كرة قدم أسترالية أسترالي، ولد في 9 نوفمبر 1888 في Collingwood, Victoria ‏ في أستراليا، وتوفي في 12 يونيو 1963 في Alphington, Victoria ‏ في أستراليا.

## وصلات خارجية
- كلارنس أبوت على موقع AustralianFootball.com (الإنجليزية)
- كلارنس أبوت على موقع AFLtables.com (الإنجليزية)